# Haradanahalli Dodde Deve Gowda
H. D. Deve Gowda (en hindi: हरदनहल्ली डोडेगौडा देवगौडा ; en kannada : ಹರದಾನಹಳ್ಳಿ ದೋಡೆಗೌಡ ದೇವೇಗೌಡ), né le 18 mai 1933 à Haradanahalli, est le 11e Premier ministre de l'Inde du 1er juin 1996 au 21 avril 1997. Il est membre du parti Janata Dal.